# Leucania guanyuana
Leucania guanyuana là một loài bướm đêm trong họ Noctuidae.